# Marionina cana
Marionina cana är en ringmaskart som beskrevs av Ernst Marcus 1965. Marionina cana ingår i släktet Marionina och familjen småringmaskar. Inga underarter finns listade i Catalogue of Life.